# Кули (соус)

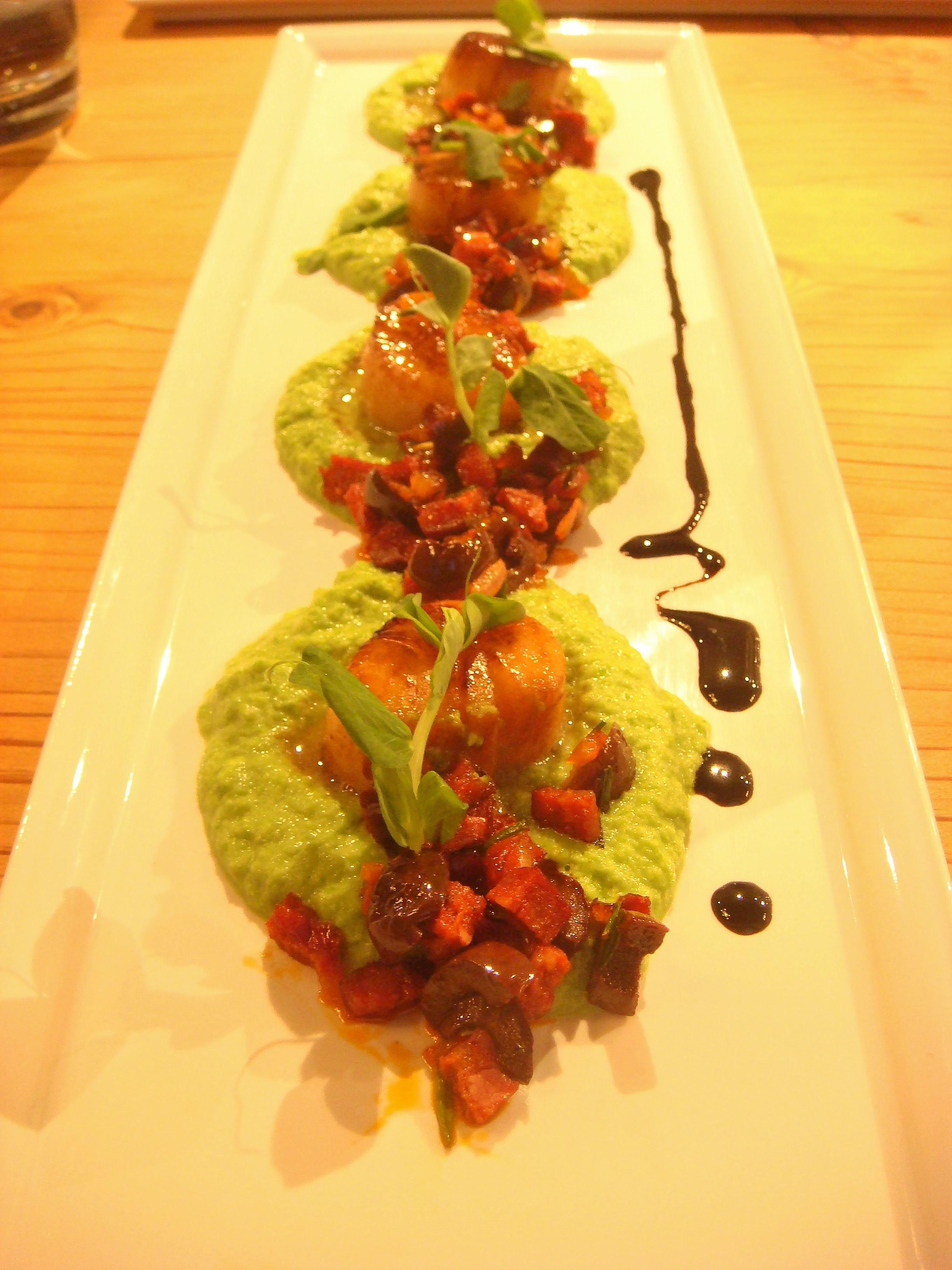
Гребешки с чоризо, сервированные на гороховом кули

Кули́ (кули́с, фр. coulis, от фр. couler — «течь») — концентрированный сок или пюре из дичи, птицы, рыбы, ракообразных, моллюсков и томатов, выступающий в качестве основы для соусов и супов, усиления их вкуса. Согласно данным «Гастрономической энциклопедии Ларусс», первое письменное упоминание о кули содержится в работе французского кулинара Пьера де Люна 1656 года «Новый повар» (Le nouveau cuisinier). В состав его рецепта входили шампиньоны, бульон, «пакет» (paquet — букет гарни, содержащий кусочек сала) и лимонный сок. Полученную смесь рекомендовалось загустить мукой или желтками сваренных вкрутую яиц с толчёными миндальными орехами. Александр Дюма в своём «Большом кулинарном словаре» отмечал, что прежде всего кули «не должно быть ни слишком густым, ни слишком светлым, качественное кули отличает приятный коричный цвет».
По сведениям В. В. Похлёбкина, кулис применяется прежде всего в ресторанной кухне и является ароматической приправой в виде подливки, приготавливаемой из редких и высококачественных продуктов без загущивания и добавляемой в различные блюда за несколько минут до их готовности. Например, отварной сом может впитать осетровый кули и приобрести соответствующий вкус осетрины, а отварная говядина — вкус дичи из кули, приготовленного из дичи. По смыслу такой «маскирующей» функции кули В. В. Похлёбкин ведёт его название от кулисы.